# Верхньостановецька сільська рада
Верхньостанове́цька сільська́ ра́да — адміністративно-територіальна одиниця та орган місцевого самоврядування в Кіцманському районі Чернівецької області. Адміністративний центр — село Верхні Станівці.

## Загальні відомості
- Населення ради: 1 750 осіб (станом на 2001 рік)

## Населені пункти
Сільській раді були підпорядковані населені пункти:
- с. Верхні Станівці

## Склад ради
Рада складалася з 16 депутатів та голови.
- Голова ради: Базна Віктор Васильович
- Секретар ради: Ткачук Галина Миколаївна

### Керівний склад попередніх скликань
| Прізвище, ім'я, по батькові | Основні відомості                                                 | Дата обрання | Дата звільнення |
| --------------------------- | ----------------------------------------------------------------- | ------------ | --------------- |
| Базна Віктор Васильович     | Сільський голова, 1965 року народження, освіта вища               | 26.03.2006   | 31.10.2010      |
| Базна Віктор Васильович     | Сільський голова, 1965 року народження, освіта вища, безпартійний | 31.10.2010   |                 |

Примітка: таблиця складена за даними сайту Верховної Ради України

### Депутати
За результатами місцевих виборів 2010 року депутатами ради стали:

#### За суб'єктами висування
| Суб'єкт висування | Кількість обраних депутатів | %   |
| ----------------- | --------------------------- | --- |
| Самовисування     | 16                          | 100 |

#### За округами
| № округу | Прізвище, ім'я, по батькові   | Дата визнання обраним | Освіта             | Партійна приналежність | Відомості про обраного депутата                                                 |
| -------- | ----------------------------- | --------------------- | ------------------ | ---------------------- | ------------------------------------------------------------------------------- |
| 1        | Ткачук Галина Миколаївна      | 02.11.2010            | вища               | позапартійна           | Верхньостановецька сільська рада, секретар                                      |
| 2        | Найда Володимир Костянтинович | 02.11.2010            | вища               | позапартійний          | Верхньостановецький загальноосвітній навчальний заклад І-ІІІ ст., вчитель       |
| 3        | Костащук Володимир Іванович   | 02.11.2010            | вища               | позапартійний          | Чернівецький національний університет ім. Ю. Федьковича, викладач               |
| 4        | Константинюк Орися Петрівна   | 02.11.2010            | середня спеціальна | позапартійна           | Верхньостановецька сільська рада, бухгалтер                                     |
| 5        | Палагнюк Микола Іванович      | 02.11.2010            | середня спеціальна | позапартійний          | Верхньостановецька амбулаторія загальної практики — сімейної медицини, водій    |
| 6        | Хома Ярослав Іванович         | 02.11.2010            | середня            | позапартійний          | Верхньостановецька філія бібліотеки № 3, завідувач                              |
| 7        | Малайко Василь Михайлович     | 02.11.2010            | вища               | позапартійний          | тимчасово не працює                                                             |
| 8        | Палагнюк Іван Іванович        | 02.11.2010            | середня спеціальна | позапартійний          | тимчасово не працює                                                             |
| 9        | Палагнюк Дмитро Іванович      | 02.11.2010            | середня спеціальна | позапартійний          | приватний підприємець с .Верхні Станівці                                        |
| 10       | Николайчук Марія Семенівна    | 02.11.2010            | вища               | позапартійна           | Верхньостановецький загальноосвітній навчальний заклад І-ІІІ ст., вчитель       |
| 11       | Осипчук Віталій Іванович      | 02.11.2010            | вища               | позапартійний          | Зеленівський загальноосвітній навчальний заклад І-ІІ ст., вчитель               |
| 12       | Флорескул Ілля Васильович     | 02.11.2010            | середня спеціальна | позапартійний          | Будинок культури с. Верхні Станівці, художній керівник                          |
| 13       | Кирилюк Василь Іванович       | 02.11.2010            | вища               | позапартійний          | ЧК ОБТІ м. Чернівці, інженер                                                    |
| 14       | Лакуста Галина Михайлівна     | 02.11.2010            | середня спеціальна | позапартійна           | Верхньостановецька амбулаторія загальної практики — сімейної медицини, фельдшер |
| 15       | Харитон Михайло Васильович    | 02.11.2010            | середня спеціальна | позапартійний          | КСЛТП с. Нижні Станівці, лісник                                                 |
| 16       | Харитон Корнилій Васильович   | 02.11.2010            | середня спеціальна | позапартійний          | ЧФ ДП «Нафтогазмережі» м. Кіцмань, контролер                                    |